# Ormulum

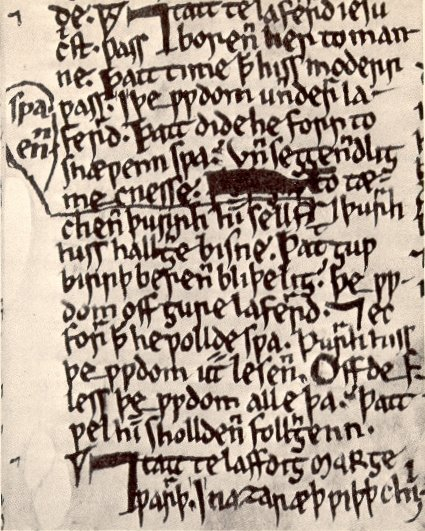
Ausschnitt einer Seite des Ormulums

Das Ormulum oder Orrmulum ist ein Werk der biblischen Exegese, das um 1200 von einem englischen Mönch namens Orm (oder Ormin) in mittelenglischen Versen verfasst wurde. Die heutige Bedeutung des Ormulums wird in der Forschung zumeist vor allem in Orms Versuch einer an der damaligen englischen Aussprache orientierten Orthographie gesehen, weniger im Inhalt des Werks. Orms Ansatz einer durchgängigen phonetischen Schreibung ist für die Linguistik von hohem Wert. Er wird auch als erster Versuch einer englischen Rechtschreibreform gesehen.

## Verfasser
Über Orm ist nur wenig bekannt. Er nennt seinen Namen an zwei Stellen seines Werkes, einmal als Orrm und einmal als Orrmin. Der Name Orm ist altnordischen Ursprungs mit der Bedeutung Wurm, Schlange oder Drache und war im Danelag-Gebiet verbreitet. In der Widmung wendet Orm sich an einen Walter, der sowohl sein leiblicher Bruder als auch Ordensbruder war (wahrscheinlich im Arrouaise-Orden, welcher der Augustinusregel folgte) und das Werk in Auftrag gegeben habe. Orms Dialekt wird den East Midlands zugeordnet. Auf Basis des Umstands, dass das Ormulum auch Predigten enthält, die sich mit den Heiligen Petrus und Paulus befassen, wird vermutet, dass Orm der Abtei von Bourne im südlichen Lincolnshire angehörte, dem einzigen augustinischen Kloster in den East Midlands, das diesen Heiligen geweiht war. Dass Orm seinen Namen selbst Orrm bzw. Orrmin und den Titel seines Werkes Orrmulum schrieb, ist auf seine phonetische Orthographie zurückzuführen, die unter anderem konsequent Konsonanten verdoppelte, um vorangehende Vokale als kurz zu kennzeichnen.

## Manuskript
Das Ormulum ist nur in einer einzigen, unvollständigen Handschrift erhalten, die sich in der Bodleian Library in Oxford befindet (MS Junius 1). Von den ungefähr 80.000 Versen, die es enthalten sollte, sind nur etwa 10.000 erhalten, beziehungsweise 32 von 242 Predigten im Inhaltsverzeichnis. Wahrscheinlich wurde das Ormulum nicht vollendet; es gilt aber auch als gesichert, dass Teile später verloren gegangen sind. Es wurde in gedrängter Schrift auf Pergament von schlechter Qualität geschrieben. In der Cambridge History of Medieval English Literature schreibt der Anglist David Lawton davon, dass das Manuskript, offenbar verfasst auf Pergamentresten, von Isolation und Geringschätzung selbst in Orms eigenem Kloster zeuge.

## Inhalt und Bewertung
Das Ormulum, enthaltend paraphrasierte Evangelientexte mit ausführlichen Kommentaren, sollte ein Hilfsmittel für Priester sein, die nicht daran gewöhnt waren, englische Texte zu lesen, und diesen eine sichere Aussprache beim Predigen vermitteln. Zu diesem Zweck entwickelte Orm eine konsistente Orthographie, die neben verdoppelten Konsonanten verschiedene Akzente und Sonderbuchstaben verwendete. Dies führte zu Schreibweisen wie (…) forr he ne mayy nohht elless / Onn Ennglissh writtenn rihht te word (…) (aus Orms Aufforderung an Kopisten, das Buch getreu abzuschreiben).
Die „seltsame Mischung aus Evangelienharmonie und Predigtsammlung“ wird in der Literaturgeschichte häufig belächelt. Der Anglist Theo Stemmler schreibt, dass das Ormulum durch die „Monotonie der stets gleich gebauten fünfzehnsilbigen reimlosen Septenare und die unerbittliche Pedanterie des Autors“ unlesbar sei und bezeichnet es als „kurioses, ja monströses Werk“. David Lawton schreibt von der „beängstigenden Geschwätzigkeit“ des Werks, wobei Orm sein Material jedoch durchdacht bearbeitet habe und seine Ansichten von einer modernen Leserschaft oft mit Wohlwollen aufgenommen werden könnten. So behandle er die Beziehungen zwischen Judentum und Christentum auf eine Weise, die ungewöhnlich frei von „rachsüchtiger Überheblichkeit“ sei. Lawton kommt zum Schluss, dass abgesehen von Orms Orthographie nichts seinen Ruf als Exzentriker rechtfertige. In mancherlei Hinsicht lasse sich Orms Werk mit dem Schaffen anderer Autoren vergleichen, besonders jenem von Ælfric Grammaticus.
Orms orthographisches System wurde von niemandem übernommen. Der Linguist David Crystal führt dies darauf zurück, dass es weder einfach zu lesen noch rationell zu schreiben war, da sich die Wortlänge dramatisch erhöhte. Schreiber hätten viel länger benötigt, um Texte in Orms System niederzuschreiben. Seine Grundidee sei jedoch vernünftig gewesen; die Verdoppelung von Konsonanten könne nützlich sein, um beispielsweise zwischen hoping (hoffend) und hopping (hüpfend) zu unterscheiden. Zudem erwies sich sein 600 Jahre nach der Entstehung wieder aufgetauchtes Manuskript als wichtige Quelle für die Ausspracheregeln des Mittelenglischen.